# Dichochrysa spadix
Dichochrysa spadix is een insect uit de familie van de gaasvliegen (Chrysopidae), die tot de orde netvleugeligen (Neuroptera) behoort. 
Dichochrysa spadix is voor het eerst wetenschappelijk beschreven door Hölzel in 1988.